# Воли (филм из 2008)
Воли (енгл. WALL-E) амерички је компјутерски анимирани филм научне фантастике из 2008. године, који је продуцирао Пиксар, а режирао Ендру Стентон. Гласове позајмљују Бен Берт, Елиса Најт, Џеф Гарлин, Џон Раценбергер, Кети Наџими и Сигорни Вивер. Прича прати робота по имену Воли, који је дизајниран да очисти смећем покривену Земљу у далекој будућности. Он се заљубљује у робота по имену Ив и прати је у космичко пространство на авантури која ће променити судбину њихове врсте и човечанства.
Волт дизни пикчерс је објавио филм у Канади и САД 27. јуна 2008. Филм је првог дана приказивања зарадио 23,1 милион долара, а наредног викенда 63 милиона приказивајући се у 3.992 биоскопа и тиме заузимајући прво место на благајнама. Филм је добио похвале за своју анимацију, причу, гласове, музику и минимално коришћење дијалога. Укупно је зарадио преко 533 милиона долара широм света. Освојио је Златни глобус за најбољи анимирани филм, награду Хјуго за најбољи дугометражни драмски филм, последњу награду Небјула за најбољи сценарио, награду Сатурн за најбољи анимирани филм и Оскара за најбољи анимирани филм. Многи обожаваоци и критичари га сматрају најбољим филмом из 2008. године. Филм се такође нашао на врху листе часописа Тајм „Најбољи филмови деценије”, а 2016. је смештен на 29. место листе од 100 најбољих филмова 21. века, коју је осмислило 117 критичара широм света.

## Радња
Након више стотина усамљених година обављања послова за које је и направљен, радознали и симпатични Воли (робот за подизање и премештање отпада) открива нову сврху у свом животу када упозна углађеног истраживачког робота по имену Ив (Проценитељка ванземаљске вегетације).

## Улоге
| Глумац                      | Улога             |
| --------------------------- | ----------------- |
| Бен Берт                    | Воли              |
| Елиса Најт                  | Ив                |
| Џеф Гарлин                  | Капетан Б. Мекреа |
| Фред Вилард                 | Шелби Фортрајт    |
| Џон Раценбергер Кети Наџими | Џон Мери          |
| Сигорни Вивер               | Аксиом компјутер  |